# یواس‌اس ودلی (دی‌دی-۶۸۹)
یواس‌اس ودلی (دی‌دی-۶۸۹) (به انگلیسی: USS Wadleigh (DD-689)) یک کشتی بود که طول آن ۳۷۶٫۴ فوت (۱۱۴٫۷ متر) بود. این کشتی در سال ۱۹۴۳ ساخته شد.